# Can Canyelles (Sant Fost de Campsentelles)
Can Canyelles és una obra de Sant Fost de Campsentelles (Vallès Oriental) inclosa a l'Inventari del Patrimoni Arquitectònic de Catalunya.

## Descripció
Edifici aïllat, de planta rectangular, amb un afegit rectangular en un dels angles. Protegit per un mur de pedra. Edifici de planta baixa més pis. Pedres angulars a les cantonades. Teulada a doble vessant, amb ràfec a la catalana. Porxo a la dreta, sostingut per pilar de maó, protegint una finestra de l'edifici, que té l'ampit inclinat, per on potser s'hi tirava el raïm. Dues moles de pedra amb forat al centre són reutilitzades com a taules de jardí. A la façana es troba la porta d'arc de mig punt dovellada i tres finestres d'arc conopial, amb arquets i caps esculpits.

## Història
L'edifici fou ampliat antigament, ja que s'observen les pedres angulars que limitaven el mur original, al mig de la façana actual, així com l'elevació de la teulada a partir d'una pasta de sorra i aigua, diferenciada del mur original. A la finestra del darrere hi ha una llinda esculpida. Datació feta per l'estil, ja que les finestres de la façana són molt corrents al segle xvi.